# Narsete
Narsete (in greco antico: Ναρσής?, Narsés; Armenia, 478 – Roma, 574) è stato un generale e funzionario bizantino di origini armene e fu un eunuco.
Di origine armena, è meglio noto per aver portato a termine la conquista dell'Italia avviata da Belisario sotto Giustiniano, sconfiggendo gli ultimi re goti Totila e Teia e i Franchi. Dopo la conquista dell'Italia (553), Narsete la governò per conto dell'Imperatore, ma le proteste dei Romani persuasero l'Augusto Giustino II, successore di Giustiniano, a rimuoverlo dal governo dell'Italia, sostituendolo con Longino. La notizia, fornitaci dalle fonti primarie, secondo cui Narsete avrebbe per ripicca invitato i Longobardi in Italia è considerata dalla storiografia moderna inattendibile.

## Biografia

### I primi anni
Narsete nacque nel tardo V secolo in territorio persiano da una famiglia della ricca nobiltà armena, ma fu cresciuto alla corte di Costantinopoli, dove da eunuco fu istruito come servitore al palazzo imperiale. Acquisì grande influenza alla corte di Giustiniano I grazie al favore di Teodora. In breve tempo ebbe riconoscimenti nella gerarchia imperiale, raggiungendo la posizione di sacellarius (amministratore del tesoro fiscale) e primicerius sacri cubiculi nel 530-531. Per le sue capacità diplomatiche gli fu dato il compito di convincere i soldati persiani ad unirsi ai romani: in questo modo, nel 530, convinse Narsete Persarmeno e Arazio, a passare dalla parte romana. Nel 531 divenne uno spatharius e in seguito (intorno al 537 o 538) fu promosso a praepositus sacri cubiculi (responsabile della camera da letto dell'imperatore); fu anche cubicolario. Diverse fonti gli attribuiscono la carica di chartularius in quanto, come ha dimostrato Stein, il primicerius sacri cubiculi era uno dei tre chartularii sacri cubiculi.

### La rivolta di Nika

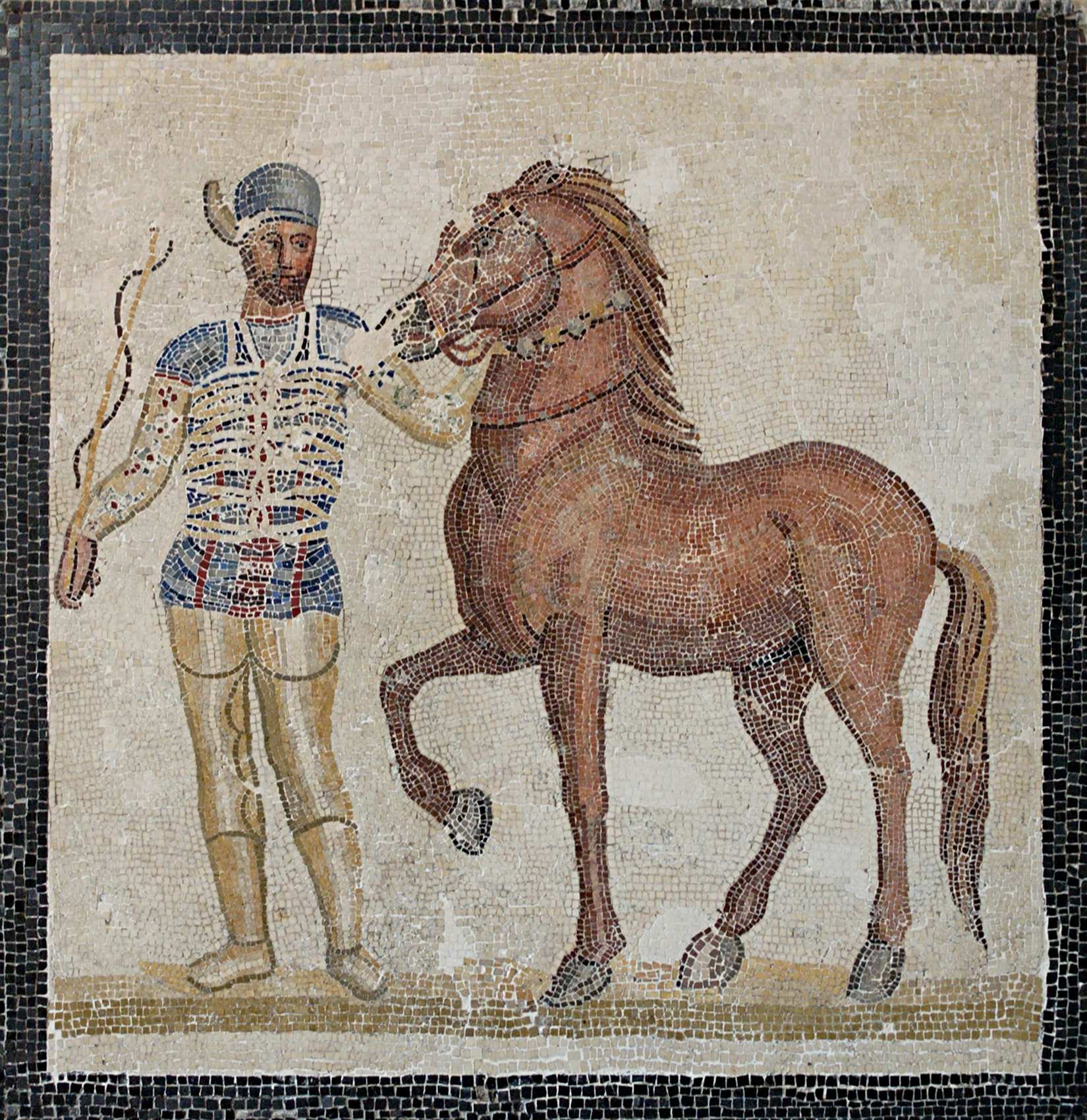
Auriga del circo. Le fazioni del circo generarono enormi disordini a Costantinopoli, minacciando persino di deporre Giustiniano.

Narsete era a Costantinopoli quando alle idi di gennaio del 532 scoppiò una rivolta nella capitale, la rivolta di Nika, in cui le due fazioni dell'Ippodromo, i Verdi e gli Azzurri, tentarono di rovesciare con la violenza l'Imperatore Giustiniano e di porre sul trono Ipazio, nipote dell'ex Imperatore Anastasio.
Giustiniano aveva già pronte le navi per fuggire dalla capitale, ma fu fermato da Teodora che gli rammentò che il trono è un glorioso sudario, ridandogli coraggio. L'Imperatore affidò quindi a Narsete il compito di dividere le due fazioni a Costantinopoli, mentre Belisario e Mundo ebbero l'incarico di sedare la rivolta con le armi: il 18 gennaio del 532 Narsete corruppe gli Azzurri con del denaro facendo inoltre notare loro che l'Imperatore Giustiniano li aveva sempre protetti, mentre Ipazio, l'usurpatore che intendevano innalzare al trono, avrebbe favorito i Verdi; forse per il denaro, forse per l'abile mossa diplomatica, gli Azzurri abbandonarono i Verdi e ritornarono fedeli a Giustiniano. Nella stessa giornata l'esercito di Belisario e Mundo represse con successo la rivolta; all'attacco contro la folla di ribelli assembrata all'ippodromo di Costantinopoli prese parte lo stesso Narsete, presumibilmente in qualità di comandante dei spatharo-cubicularii (guardia eunuca). Fu così che Narsete contribuì, insieme a Belisario e Mundo, a salvare il trono a Giustiniano.

### Guerra per la chiesa d'Egitto

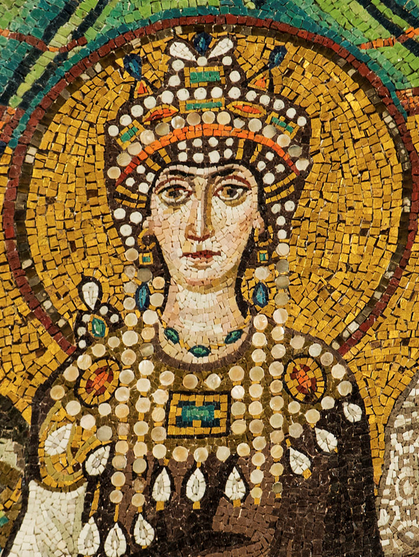
L'Imperatrice Teodora era una convinta monofisita e influenzò la politica del marito.

Nel 535 intraprese un'altra delicata missione, questa volta per Teodora. Lo scopo era giungere ad Alessandria d'Egitto per rimettere a capo della cristianità egizia il vescovo monofisita Teodosio ed esiliare il suo rivale (di fede ortodossa) Gaiano; alla testa di 6 000 uomini Narsete riuscì in 104 giorni a vincere i sostenitori di Gaiano e a restaurare Teodosio sul trono patriarcale. Tuttavia i ribelli non si diedero per vinti e organizzarono una nuova rivolta. Per sedici mesi Narsete rimase ad Alessandria conducendo una guerra civile contro i ribelli e venendo costretto addirittura in un'occasione a incendiare parte della città. Nell'autunno del 536 Teodosio, a causa dei disordini, decise di ritornare a Costantinopoli lasciando Alessandria presumibilmente insieme a Narsete.
Nel 537 Teodosio, essendosi rifiutato di accettare il credo di Calcedonia, venne rimosso dal trono patriarcale e spedito in esilio a Derkos in Tracia; al suo posto venne eletto al soglio patriarcale un monaco calcedoniano, Paolo; per la prima volta in cinquant'anni il patriarca di Alessandria non era monofisita. Da quest'atto seguì la definitiva separazione delle due linee patriarcali, copta ed ortodossa, rendendo permanente lo scisma tra le due Chiese.

### La prima campagna in Italia

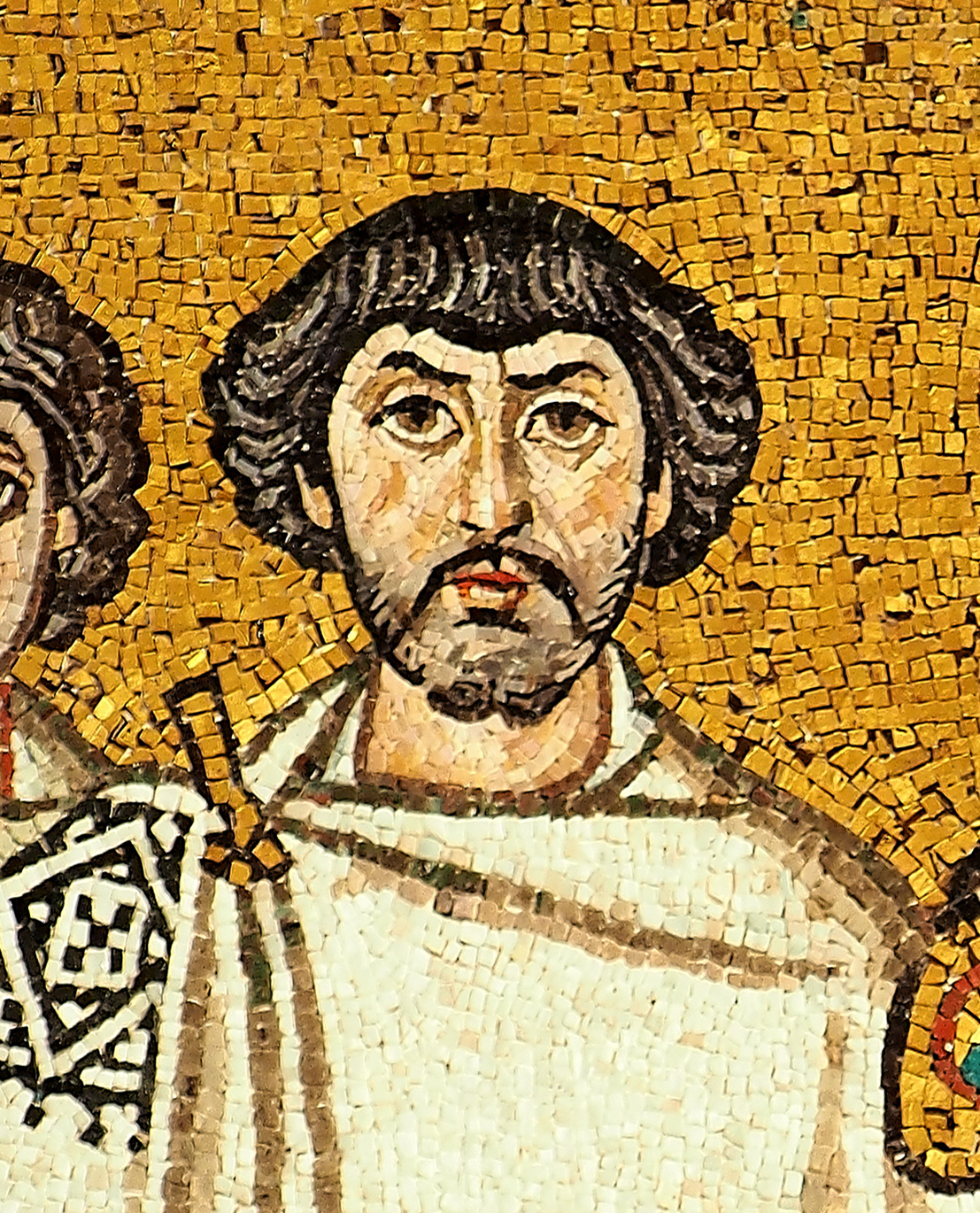
Presunto ritratto di Belisario in un mosaico della Basilica di San Vitale a Ravenna. Narsete entrò spesso in contrasto con Belisario nel corso del 538-539, disunendo l'esercito.

Nel 538, a sessant'anni, Narsete ebbe il comando dei rinforzi che vennero inviati dall'imperatore in Italia, che ammontavano a 2 000 mercenari Eruli e 5 000 soldati bizantini. Narsete andò subito in attrito con Belisario, il generalissimo (strategos autokrator) a cui Giustiniano aveva affidato il comando delle operazioni belliche in Italia. Narsete insistette con Belisario affinché procedesse a salvare il generale e amico Giovanni nipote di Vitaliano, assediato dai Goti a Rimini, ma il generalissimo era contrario a liberare Rimini dall'assedio senza prima aver espugnato Osimo, in quanto temeva un attacco alle spalle da parte della sua guarnigione, e inoltre provava rancore contro Giovanni, il quale aveva in precedenza disobbedito ai suoi ordini, e avrebbe preferito abbandonarlo al suo destino. Alla fine Belisario cedette alle pressioni di Narsete, e l'esercito bizantino marciò in direzione di Rimini, che venne liberata dall'assedio goto. Le truppe di Vitige furono costrette a ritirarsi a Ravenna.
Il salvataggio di Giovanni, tuttavia, non pose fine ai contrasti tra Belisario e Narsete, dovuti a visioni strategiche antitetiche: Belisario basava la sua strategia sulla guerra di posizione, volta alla conquista delle fortezze una a una per non correre il rischio di lasciarsi eserciti ostili alle spalle e sul loro uso per attuare una guerra di logoramento cercando di evitare il più possibile uno scontro in campo aperto, mentre invece Narsete privilegiava la guerra di movimento. La strategia di Narsete era peraltro condivisa da altri generali, che presero subito le parti dell'eunuco. Secondo Procopio di Cesarea una parte consistente dell'esercito bizantino (almeno 10 000 soldati), costituita dagli Eruli e dalle truppe di Giustino, di Giovanni, di Arazio e di Narsete Persarmeno, spronò Narsete a non accettare la superiore autorità di Belisario, ritenendo vergognoso il fatto che un funzionario ben addentro nei segreti di corte dovesse non comandare ma obbedire a un altro condottiero: espressero il desiderio che il merito e la gloria della riconquista dell'Italia non spettasse interamente a Belisario ma anche e soprattutto a Narsete, e sostennero che senza di lui il generalissimo non sarebbe riuscito a combinare alcunché di rilievo, essendosi privato di gran parte delle truppe per metterle a presidio delle città conquistate.

Prima fase della guerra gotica (535-540).

Ben presto il contrasto tra i due divenne evidente: Belisario era intenzionato ad intraprendere l'assedio di Urbino e di Osimo e al contempo inviare delle truppe a liberare Milano dall'assedio goto, mentre Narsete riteneva più vantaggioso dare la priorità alla conquista dell'Emilia, in modo da minacciare da vicino la stessa Ravenna, capitale dei Goti. Il generalissimo, nel tentativo di riaffermare la propria autorità suprema, lesse alle truppe una lettera dell'Imperatore nella quale veniva ribadito che Narsete non era stato inviato in Italia per capitanare gli eserciti, spettando questo compito al generalissimo Belisario, al quale tutti avrebbero dovuto obbedire nell'interesse dello stato; Narsete, tuttavia, prese a pretesto il passaggio della lettera di Giustiniano nel quale veniva affermato che «è dovere di voi tutti obbedirgli nell'interesse del nostro stato» (αὐτῷ τε ὑμᾶς ἕπεσθαι ἅπαντας ἐπὶ τῷ συμφέροντι τῇ ἡμετέρᾳ πολιτείᾳ προσήκει) per disobbedire agli ordini di Belisario qualora ritenesse che questi non stesse agendo negli interessi dell'Impero. Convinto di agire a vantaggio dell'Impero, l'eunuco abbandonò l'assedio di Urbino con i soldati a lui fedeli dirigendosi in Emilia: dopo una sosta a Rimini, Narsete inviò Giovanni con un esercito ad assediare Cesena, ma l'assalto alle mura fu respinto con perdite ingenti e l'assedio venne levato; in compenso le truppe di Narsete riuscirono a impadronirsi di Imola e del resto dell'Emilia. Tuttavia le divisioni nell'esercito, con una fazione dalla parte di Belisario e un'altra dalla parte di Narsete, nel complesso resero più difficoltosa la conquista dell'Italia e agevolarono, peraltro, l'espugnazione e la distruzione di Milano da parte gota; difatti i soldati si rifiutarono di seguire l'ordine impartito da Belisario di soccorrere Milano se non fosse giunta anche l'esplicita autorizzazione di Narsete, e ciò ritardò i tempi impedendo ai rinforzi di arrivare in tempo. Dopo la caduta di Milano l'imperatore, comprendendo come fosse deleteria la rivalità tra i due generali, decise di richiamare Narsete a Costantinopoli, ridando così a Belisario il completo controllo dell'esercito.

### Intrighi a Costantinopoli
Nel 541 Narsete prese parte attiva al tranello ordito da Antonina - moglie di Belisario - e dall'Imperatrice Teodora ai danni del prefetto del pretorio d'Oriente, Giovanni di Cappadocia, da esse detestato.
Antonina aveva convinto Giovanni a partecipare a una congiura contro Giustiniano per prendere il potere e i due si erano messi d'accordo di incontrarsi a Rufiniane (proprietà privata di Belisario nei pressi di Calcedonia) a una certa ora. Antonina, tuttavia, informò Teodora che informò a sua volta l'Imperatore; quest'ultimo inviò Narsete e Marcello con alcuni soldati ad assistere di nascosto all'incontro. Antonina si recò sul posto con Narsete e Marcello, che dovevano ascoltare la conversazione nascosti con alcuni soldati dietro un muro. La donna, come previsto, si incontrò con Giovanni a mezzanotte. Quando Narsete e Marcello ebbero la conferma che Giovanni stava ordendo una congiura contro l'Imperatore, gli balzarono addosso per ucciderlo ma Giovanni riuscì a sfuggire grazie all'intervento delle sue guardie del corpo che ferirono Marcello. Alla fine però non riuscì ad evitare la condanna da parte di Giustiniano: costretto a farsi monaco, venne esiliato in Egitto e privato di tutte le sue proprietà.

### La seconda campagna in Italia

#### Campagne contro i Goti (552-553)
Nel 545 Narsete convinse nuovamente i capi degli Eruli a portare i loro uomini in Italia. Durante la missione si imbatté in un barbaro appartenente alla tribù degli Anti che millantava di essere il generale bizantino Chilbudio e, dopo averlo interrogato, si accorse che si trattava di un impostore, malgrado quest'ultimo, essendosi ben documentato su Chibuldio e conoscendo bene il latino, recitasse bene la sua parte; dopo averlo imprigionato, riuscì a costringerlo a confessare l'inganno e lo portò con sé a Costantinopoli.
La sua grande occasione venne nel 551. Belisario era stato richiamato a Costantinopoli senza essere riuscito a stabilizzare la posizione militare bizantina nella penisola e l'Imperatore Giustiniano aveva deciso di inviare suo cugino Germano con un esercito per sconfiggere i Goti, ma costui morì a Serdica prima di poter muovere verso l'Italia. Narsete fu quindi nominato generalissimo ed inviato al suo posto. Narsete, che prima di partire aveva preteso di essere dotato degli uomini e del denaro necessario per concludere la guerra, radunò un esercito imponente, senza farsi molti scrupoli di arruolare con generosi donativi barbari Unni, Gepidi, Eruli, Longobardi e Persiani fra le sue schiere; l'esercito di Narsete radunatosi a Salona arrivò quindi a comprendere all'incirca 30 000 uomini.
Narsete aveva una visione strategica molto chiara, che già aveva cercato di attuare nella prima campagna, e che peraltro condivideva con il generale suo sottoposto Giovanni nipote di Vitaliano (il quale gli diede validi consigli durante la guerra): in una sorta di anticipazione della "guerra lampo" o di movimento, cercava lo scontro risolutore in campo aperto con il nemico trascurando gli obiettivi secondari. Il raduno delle truppe e gli altri preparativi impegnarono Narsete nei Balcani; egli non arrivò a Ravenna prima del giugno del 552.

Mappa approssimata dei movimenti delle truppe durante la guerra gotica.

Nell'aprile del 552 Narsete lasciò Salona per dirigersi alla volta di Ravenna, ma l'opposizione dei Franchi - che controllavano alcune fortezze nelle Venezie e che non avevano dato il permesso ai Bizantini di passare - e dei Goti - che avevano sbarrato la strada per Ravenna - lo costrinsero a marciare attraverso le paludi, con l'appoggio logistico della flotta che procedeva via mare in parallelo; questa decisione fu presa su consiglio dell'amico Giovanni. Giunto a Ravenna il 9 giugno, venne qui raggiunto da altri due generali, Giustino e Valeriano. Dopo una sosta di nove giorni, Narsete lasciò Ravenna dopo aver ricevuto una lettera di sfida dal goto Usdrila, che era stato posto da Totila a capo della guarnigione di Ariminium (Rimini). Narsete si diresse verso Ariminium , ma scoprì che il ponte che permetteva di attraversare il fiume Marecchia era stato danneggiato dai Goti, rendendone arduo il passaggio ed esponendo l'esercito bizantino a un possibile attacco nemico; tuttavia Usdrila, durante una sortita, fu ucciso dagli Eruli e la guarnigione nemica, dopo la morte del loro comandante, evitò di tramare ulteriori insidie consentendo agli Imperiali di attraversare il fiume indisturbati. Narsete, in accordo con la sua strategia, rinunciò all'assedio di Rimini, ritenendola un obiettivo secondario, e successivamente marciò lungo la costa non potendo passare per la Via Flaminia, controllata dal nemico. Il suo obbiettivo era confrontarsi direttamente con Totila e vincerlo.
A Busta Gallorum (identificata con Tagina), Narsete, giunto a tredici miglia di distanza dagli accampamenti di Totila, inviò al re goto dei messi o per far pace o per stabilire il giorno della battaglia; Totila stabilì che la battaglia ci sarebbe stata otto giorni dopo ma Narsete, non fidandosi del nemico, avvertì le sue truppe di tenersi pronti per la battaglia per il giorno seguente; Narsete ebbe ragione: infatti i Goti giunsero con sette giorni di anticipo rispetto ai termini pattuiti.
Lo schieramento bizantino vedeva nell'ala sinistra Narsete stesso con le sue guardie del corpo, Giovanni, le migliori truppe bizantine e gli Unni; al centro i federati barbari, in particolare longobardi, che ricevettero l'ordine di smontare da cavallo e combattere appiedati - in modo da prevenire una loro eventuale fuga; nell'ala destra, infine, il resto delle truppe. Lungo le due ali di cavalleria, Narsete pose 8 000 arcieri appiedati, 4 000 per parte, che si disposero, poco prima della battaglia, a semicerchio. I Goti schierarono invece la cavalleria davanti e la fanteria dietro. Totila, infatti, contava sulla carica dei suoi cavalieri ostrogoti, che sperava sfondassero le linee nemiche, evitando così un combattimento a distanza. L'inizio della battaglia venne tuttavia rinviato dal temporeggiare di Totila che, in attesa di rinforzi, cercava di guadagnare tempo proponendo a Narsete di negoziare, cosa che il generale bizantino rifiutò, avendo compreso le ragioni dell'avversario. La battaglia iniziò con la carica della cavalleria ostrogota di Totila che tentò di sfondare le linee nemiche ma si trovò sotto il tiro degli 8 000 arcieri bizantini disposti a semicerchio che massacrarono un gran numero di Goti, i superstiti tentarono la fuga travolgendo la propria fanteria. Anche Totila tentò la fuga ma venne raggiunto ed ucciso da un ufficiale bizantino. Grazie ad un uso sapiente della fanteria e degli arcieri, la battaglia si concluse dunque con la vittoria bizantina e l'uccisione di Totila (giugno 552). La notizia della vittoria di Busta Gallorum raggiunse Costantinopoli nell'agosto dello stesso anno.

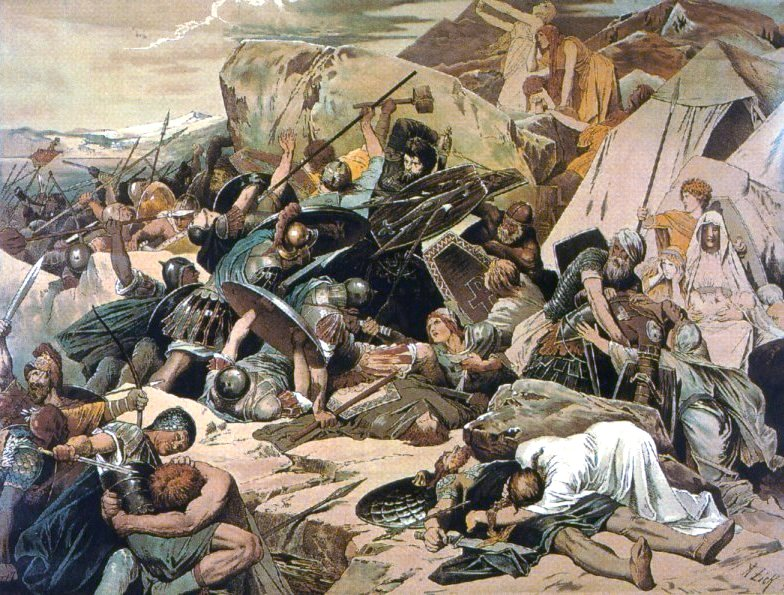
Battaglia dei Monti Lattari tra Romani e Goti (l'equipaggiamento è anacronistico)

Dopo la vittoria Narsete congedò i guerrieri mercenari longobardi al suo seguito, perché si abbandonavano al saccheggio delle città, affrettandosi quindi a rispedirli alle loro sedi, non prima però di aver ordinato al generale Valeriano e al nipote di lui Damiano di vigilare affinché, durante il loro ritorno in Pannonia, non commettessero atti iniqui. Mentre gli Ostrogoti eleggevano a Pavia un nuovo re, Teia, gli imperiali si reimpadronivano di Narni, Perugia e Spoleto, per poi assediare Roma. Grazie a una sortita di Dagisteo, i Bizantini riuscirono infine a costringere alla resa i Goti che ancora occupavano la città (luglio 552).
Mentre i Bizantini si impadronivano anche di Porto e Petra Pertusa, Teia tentò senza successo di stringere un'alleanza con i Franchi. Narsete, nel frattempo, inviò truppe ad assediare Civitavecchia e soprattutto Cuma, dove era custodito il tesoro dei Goti; Teia, allarmato, raccolse le truppe che aveva a disposizione e partì per la Campania, riuscendo ad eludere, con lunghe marce, le truppe imperiali condotte da Giovanni e dall'erulo Philemuth, inviate da Narsete nella Tuscia per ostacolare la sua avanzata. Narsete, allora, richiamò i due generali e procedette alla volta della Campania, con l'intento di scontrarsi con i Goti in una battaglia decisiva che avrebbe decretato le sorti della guerra.
I due eserciti si scontrarono presso il fiume Sarno (presso Nuceria). Nonostante la stretta vicinanza tra i due eserciti, protratta per due mesi, la battaglia ebbe luogo solo quando Narsete riuscì a intercettare e a catturare le navi gote recanti provviste. Gli Ostrogoti, allora, si ritirarono sui Monti Lattari, dove speravano che il terreno impervio del luogo li avrebbe protetti dagli attacchi del nemico, ma ben presto compresero l'errore commesso, trovandosi lassù privi di vettovaglie per sé stessi e per i cavalli. Non avendo altra scelta, i Goti decisero quindi di scendere dai monti e di assalire il nemico: nella conseguente battaglia dei Monti Lattari, combattuta nell'ottobre 552 tra cavalieri appiedati, i Goti si batterono accanitamente ma alla fine Teia fu ucciso e, dopo una disperata resistenza, i suoi guerrieri si arresero e si sottomisero a Bisanzio. Secondo Procopio di Cesarea i Goti accettarono di ritirarsi dalla penisola senza opporre ulteriore resistenza; secondo Agazia, invece, i Goti accettarono di tornare nelle proprie case e diventare sudditi dell'Imperatore.

#### Campagne contro i Franchi (553-554)
Vinto Teia, Narsete decise di tornare ad assediare Cuma, prima di marciare contro le città dell'Etruria ancora in mani gote. Nel corso dell'assedio (553), tuttavia, gli giunse notizia che i Franchi e gli Alamanni, condotti da Butilino e Leutari, avevano invaso l'Italia settentrionale; lasciò quindi una parte dell'esercito a Cuma per continuare ad assediarla e con il grosso delle sue truppe si diresse ad affrontare i Franco-alamanni. Inviò parte del suo esercito in direzione del fiume Po per impedire al nemico di avanzare verso Sud mentre si diresse con il resto dell'esercito in Etruria, dove alcune fortezze gote ancora resistevano. Tutte, tranne Lucca, si arresero spontaneamente. Narsete iniziò quindi l'assedio di Lucca nel settembre 553; nel corso dell'assedio gli giunse, però, la notizia che l'esercito che aveva inviato nel Nord Italia per fermare i Franco-alamanni si era ritirato da Parma e diretto a Faventia, segno che la sua strategia era fallita e ora era esposto a un attacco franco. Inviò, allora, il suo sottoposto Stefano a Faventia per ordinare all'esercito di ritornare a Parma; la missione di Stefano ebbe successo e Narsete poté riprendere l'assedio di Lucca con una certa tranquillità: dopo tre mesi di assedio, la città si arrese a condizione di non subire rappresaglie.
Lasciata una forte guarnigione a Lucca, Narsete ordinò ai suoi soldati di ritirarsi nei propri quartieri invernali per poi ricongiungersi a Roma nella primavera successiva e si diresse a Ravenna, dove risiedette a Classe, sede principale della flotta bizantina in Occidente. Qui ricevette la notizia della resa di Cuma e della conquista del tesoro dei Goti. Narsete inviò quindi il goto Aligerno presso i Franco-alamanni per comunicare loro la notizia che ora il tesoro dei Goti era in mano bizantina nella speranza che, non potendo più impadronirsene, si ritirassero; il tentativo, però, non ebbe esito favorevole. In seguito si diresse a Ariminium, dove strinse un'alleanza con Teodobaldo, comandante dei Varni. Dopo aver messo in fuga un esercito franco-alamanno di 2 000 uomini, Narsete ritornò a Ravenna e da qui si diresse a Roma (primavera 554).
Rimase nell'Urbe, dove si era riunito tutto l'esercito, fino all'estate del 554, intensificando l'addestramento dei suoi uomini per aumentarne il livello qualitativo. Nel frattempo i Franco-alamanni, giunti nel Sannio, si erano divisi in due gruppi: uno, condotto da Leutari, raggiunse Otranto per poi ritornare in Nord Italia; l'altro invece, condotto da Butilino, raggiunse lo stretto di Messina. Entrambi gli eserciti compirono saccheggi e stragi. I Franchi, tuttavia, a differenza degli Alamanni, non saccheggiavano gli edifici religiosi in quanto cristiani. Mentre l'esercito di Leutari tornava nel nord Italia venne sconfitto presso Pesaro dagli Imperiali; i superstiti trovarono rifugio nella Venezia in mano franca dove però in gran parte morirono di dissenteria, tra cui lo stesso Leutari.
All'inizio dell'autunno del 554 Butilino, mosso dall'ambizione di diventare re dei Goti una volta scacciati i Bizantini dalla Penisola, marciò in direzione della Campania con l'intenzione di confrontarsi in uno scontro risolutore con l'armata di Narsete prima che la dissenteria, che aveva già colpito alcuni suoi soldati, decimasse la sua armata. Il comandante franco-alemanno si accampò a Capua rimanendo in vana attesa dei rinforzi che Leutari gli aveva promesso, ancora ignaro della sua morte. I due eserciti si scontrarono nella battaglia del Volturno: Butilino disponeva di 30 000 uomini, seppur colpiti in parte dalla dissenteria, mentre Narsete, con 18 000 soldati, era in inferiorità numerica. Inoltre, poco prima della battaglia, Narsete aveva fatto giustiziare un capitano degli Eruli reo di aver ucciso un servo, provocando la reazione indignata del resto degli Eruli che annunciarono il loro rifiuto di prendere parte alla battaglia. Nonostante questa defezione, Narsete non rinunciò allo scontro ma schierò le proprie truppe, riproponendo la tattica vincente della Battaglia di Tagina: fanteria al centro, con gli arcieri disposti dietro, e cavalleria alle ali. Lo stesso Narsete assunse il comando dell'ala destra, mentre Artabane e Valeriano furono posti al comando dell'ala sinistra. Parte dell'ala sinistra fu inoltre nascosta in un bosco in modo da poterne uscire al momento opportuno per attaccare il nemico da entrambi i lati. In seguito alla promessa del generale erulo Sinduald che avrebbe convinto i suoi uomini a combattere, Narsete lasciò uno spazio vuoto nel mezzo della fanteria, dove intendeva schierare gli Eruli nel caso cambiassero idea. I Franchi, disposti in una formazione a "cuneo" o a "delta" (Δ), avanzarono e penetrarono al centro, ma Narsete comandò ai suoi arcieri a cavallo di disporsi ai lati del nemico e di attaccarlo. I Franchi, già impegnati nel combattimento contro la fanteria bizantina, non furono in grado di opporre resistenza all'attacco da parte dei loro nemici maggiormente mobili. Quando Sinduald e i suoi Eruli decisero di unirsi alla battaglia, la sconfitta dei Franchi, già certa, si trasformò in annientamento completo: Butilino trovò la morte sul campo di battaglia insieme alla quasi totalità del suo esercito, mentre le perdite subite dagli imperiali furono irrisorie. Questa vittoria, che pose fine alle grandi operazioni militari della guerra gotica, venne celebrata da Narsete a Roma.
A Narsete non rimaneva che conquistare Conza, l'ultima fortezza a sud del Po rimasta in mano gota. La guarnigione gota (7 000 guerrieri comandati dall'unno Ragnari) tentò di resistere strenuamente, cercando persino di assassinare Narsete durante le negoziazioni per la resa, ma alla fine la fortezza si dovette arrendere (555). I guerrieri goti catturati vennero inviati a Costantinopoli.

### Governo di Narsete in Italia

L'Italia giustinianea, eretta intorno al 584 a esarcato.

Giustiniano affidò a Narsete il compito di far ritornare l'Italia una terra prospera, come pure assicurare l'aderenza alle dottrine religiose sostenute dall'Imperatore. La Prammatica Sanzione del 554 fu diretta a lui e al prefetto del pretorio d'Italia, come anche a Narsete fu indirizzata una legge riguardante i debitori in Italia e in Sicilia. Nel frattempo il generalissimo rimase coinvolto anche nelle questioni religiose riguardanti la questione dei Tre Capitoli: secondo il Liber Pontificalis, quando il clero romano si appellò all'Imperatore implorandolo di permettere a Papa Vigilio di tornare a Roma insieme agli altri clericali rimasti prigionieri a Costantinopoli, il generalissimo perorò la loro causa. Solo dopo aver ottenuto la condanna dei Tre Capitoli, Giustiniano permise a Vigilio di tornare in Italia ma il pontefice si spense in circostanze sospette a Siracusa il 7 giugno 555 durante il viaggio di ritorno. Narsete scortò a Roma Pelagio, consacrato Papa il 16 aprile 556 succedendo a Vigilio, proteggendolo dall'ostilità della popolazione che lo accusava di aver causato la morte del suo predecessore e assistendo di persona alla sua elezione, in occasione della quale il nuovo pontefice respinse le accuse dichiarandosi innocente. A Narsete Papa Pelagio indirizzò due epistole, in una delle quali (Epistola 60, marzo/aprile 559) invitò il generalissimo a prendere drastici provvedimenti contro i vescovi scismatici della Liguria e della Venezia e Istria, che si rifiutavano di riconoscere la condanna dei Tre Capitoli imposta da Giustiniano. Entro il 559 aveva ricevuto il titolo di patrizio, la più alta carica nobiliare nell'Impero bizantino; un'epigrafe datata 565, che lo loda per aver restaurato il Ponte Salario gravemente danneggiato da Totila, attesta che fu anche console onorario.
In qualità di generalissimo d'Italia, Narsete cercò nei primi anni di governo della penisola (553-562) di pacificare l'Italia settentrionale, ancora in parte occupata da Goti e Franchi. Nel 556 iniziarono le operazioni di riconquista di questi territori ancora al di fuori del controllo imperiale e già nel 559 Milano e gran parte delle Venezie erano in mano bizantina. Intorno al 561 Narsete, di fronte al rifiuto del comandante dell'esercito franco nel Nord Italia, Amingo, di concedere agli Imperiali il permesso di varcare il fiume Adige, marciò contro i Franchi, che nel frattempo si erano alleati con un generale ribelle goto di nome Widin (forse comandante del presidio di Verona); Narsete sconfisse entrambi in battaglia, determinando l'espulsione dei Franchi dall'Italia e, più o meno contemporaneamente (561-562), la resa delle ultime sacche di resistenza gote, cioè Verona e Brescia, le cui chiavi vennero inviate a Costantinopoli. Sotto la sua guida furono costituiti quattro ducati a difesa delle Alpi, presso le Alpi Cozie e Graie, presso i laghi Maggiore e di Como, presso Trento e Cividale del Friuli.
Narsete avviò inoltre la ricostruzione di un'Italia in forte crisi dopo un conflitto così lungo e devastante, ricostruendo, in tutto o in parte, numerose città distrutte dai Goti (tra cui Milano) ed edificando numerose chiese, e fonti propagandistiche parlano di un'Italia riportata all'antica felicità sotto il governo di Narsete. Secondo la storiografia moderna tali fonti sono però esageratamente ottimistiche, essendo i danni provocati dalla guerra troppo gravi per essere riparati in poco tempo: anni di guerra continua avevano devastato le campagne italiane a tal punto che, come ammise amaramente in un'epistola Papa Pelagio, «nessuno è in grado di recuperarle», mentre i saccheggi, le carestie, i continui assedi avevano provocato un grave crollo demografico; non va dimenticato che il senato romano entrò in una crisi irreversibile e si dissolse agli inizi del VII secolo. Tale situazione aprì la strada all'invasione longobarda della penisola.
La morte di Giustiniano nel 565 complicò l'ultimo decennio di Narsete come pure le sue relazioni con Giustino II che erano naturalmente meno strette. Nel 566 gli Eruli, stanziatisi in Italia settentrionale come truppe mercenarie (presumibilmente nella regione di Trento), si rivoltarono ed elessero re Sinduald; Narsete riuscì a sconfiggerli riportando l'ordine. Secondo la tradizione, tuttavia, il suo governo avrebbe causato le proteste dei Romani che, trovandolo oppressivo, si sarebbero rivolti a Giustino II sostenendo che rimpiangevano i tempi della dominazione gota e che se non avesse rimosso Narsete avrebbero consegnato Roma e l'Italia ai Barbari. Nel 568 Giustino destituì Narsete, forse per le già citate proteste dei Romani dovute all'oppressione fiscale, anche se potrebbero aver contribuito alla decisione intrighi di corte o la volontà di porre fine a un governo straordinario durato circa un quindicennio, non essendo più necessario con la fine dei combattimenti e la ricostruzione a buon punto. Narsete fu sostituito con Longino, che venne nominato prefetto del pretorio.
Secondo una tradizione risalente al VII secolo, che alcuni storici hanno ritenuto possa avere un fondo di verità, Narsete per vendetta avrebbe invitato i Longobardi a scendere in Italia, anche per le minacce dell'Imperatrice Sofia, che secondo Paolo Diacono aveva fatto sapere all'eunuco che quando sarebbe tornato a Costantinopoli l'avrebbe costretto a distribuire la lana alle ragazze del gineceo di Costantinopoli; secondo la tradizione Narsete avrebbe risposto che avrebbe tessuto per lei una tela inestricabile, riferendosi all'invito ai Longobardi, a cui avrebbe inviato dei frutti dall'Italia per invitarli a invadere la penisola. Oggi, però, questo racconto viene ritenuto inattendibile. Trasferitosi a Napoli, Narsete cedette alle pressioni di Papa Giovanni III facendo ritorno a Roma, dove, stando ad Agnello Ravennate, sarebbe morto all'età di novantacinque anni.

## Narsete nella storiografia
Narsete viene descritto da Agazia nel modo seguente:
(Agazia, Storie, I, 16.)
Paolo Diacono nella sua Historia Langobardorum esprime il seguente giudizio su Narsete:
(Paolo Diacono, Historia Langobardorum, II, 3.)
Se la devozione e la pietà verso i poveri (anche se finalizzata a ottenere consenso) sono confermate da Procopio ed Evagrio, l'affermazione di Paolo Diacono secondo cui Narsete sarebbe stato cattolico è messa in forte dubbio da un passo della Storia Ecclesiastica del monofisita Giovanni da Efeso, che lo definisce «fidelis» (e dunque, dal suo punto di vista, monofisita) e riporta la notizia che il generale eunuco fondò un monastero per monaci monofisiti in Bitinia prima di partire per l'Italia e progettava egli stesso di ritirarsi in quel monastero terminata la sua carriera.
Il continuatore di Prospero Aquitano lo loda per aver riportato «all'antica felicità» e «all'antico decoro» le città e le popolazioni dell'Italia, una volta espulsi i Goti. In realtà, se la ricostruzione di città distrutte dai Goti ad opera di Narsete e dei suoi sottoposti è confermata da altre fonti, l'Italia, dopo la fine del conflitto, era ben lungi dall'aver recuperato la sua antica prosperità, come risulta da epistole papali, che attestano in quali gravi condizioni fosse l'Italia, ancora pochi anni dopo la conclusione del conflitto.
La sua ricchezza, ottenuta - lamentano alcune fonti - con l'oppressione del popolo, divenne leggendaria, e fonti occidentali (la Historia Francorum di Gregorio di Tours, usato poi come fonte da Paolo Diacono) narrano addirittura di un immenso tesoro, che Narsete avrebbe nascosto a Costantinopoli (o, secondo un'altra versione, in Italia) dentro una cavità fatta scavare nel suo palazzo e custodito da un anziano; le medesime fonti narrano che quando fu scoperto dall'Imperatore Tiberio II (578-582), «fu trovato talmente tanto oro e argento, che occorsero molti giorni agli operai per portarlo via, e il principe lo dispensò quasi tutto ai bisognosi, elargendolo generosamente secondo suo costume».
È dubbia l'affermazione di molte fonti del VII e VIII secolo secondo cui Narsete avrebbe invitato i Longobardi in Italia. Il presunto tradimento di Narsete mal si accorda, infatti, con una sua mancata punizione e con la sua sepoltura con tutti gli onori; inoltre le fonti più vicine agli avvenimenti (Mario di Avenches, Gregorio di Tours) non menzionano il tradimento. È possibile che la storia dell'invito di Narsete sia stata inventata a posteriori dai cronisti del VII secolo per dare una spiegazione plausibile all'invasione dei Longobardi, e la coincidenza temporale tra la destituzione di Narsete e l'invasione longobarda, prestandosi facilmente a un rapporto causa-effetto, contribuì certamente al successo di tale leggenda.